# 許分草
許分草（1955年2月9日—），台灣台北市人，台灣畫家。大舅為台灣作曲家陳秋霖。政治作戰學校美術系1977年畢業，佛光大學藝術學研究所碩士。

## 簡史
- 1975年，獲第八屆「全國大專國家文藝獎學金」。水彩入選30屆台灣省全省美術展覽會。
- 1976年，獲教育部漫畫創作奬，水彩入選31屆省展。
- 1977年，獲第八屆全國美術展覽會水彩第二名，獲教育部板畫創作獎。政戰藝術系畢業。
- 1978年，獲陸光美展第一名、國軍文藝金像奬連環畫銅像奬。
- 1979年，獲34屆省展水彩優選。
- 1982年，獲第十屆台北市美術展覽會水彩第二名。
- 2000年，獲行政院文化建設委員會文化貢獻獎「第三屆文馨獎」。

## 著作
- 許分草，《許分草畫集》，(台北：許分草，1985)
- 方草，《切近與當即-阿草作品專輯》，(台中：許分草，2005.4)
- 方草，碩士論文《林克恭繪畫藝術及其教學之研究》，(宜蘭：佛光大學，2006.7)
- 方草，《台灣美術一座隱然的高峰-林克恭》，(台北：林本源中華文化教育基金會，2007.11)

## 主要個展
- 1983.11.12-20，首次水彩個展（台北市尚雅畫廊）。
- 1985.11.22-12.3，許分草個展（台北市名人畫廊，出版首本畫集）。
- 1989.2.18-24，許分草水彩回應墨的領域個展（台北市黎明藝術中心）。

## 主要聯展
- 1986年，韓國亞細亞國際水彩畫展。
- 1988年，漢城奧林匹克國際美展，台灣受邀九位水彩畫家之一。
- 1989年，中華民國水彩畫大展（台中國立台灣美術館）。
- 1994年，台北市歷屆美展優秀作品聯展（台北市立美術館）。
- 1995年，亞洲水彩畫邀請展（台北市中正紀念堂）。

## 外部連結
- 切近與當即 - 阿草個展 （页面存档备份，存于）
- 台中市文化局全球資訊網-網路藝廊